# ماتيوس بيتكو
ماتيوس بيتنكورت دا سيلفا (28 يونيو 1995 - 28 نوفمبر 2016) يعرف أكثر باسم ماتيوس بيتكو، كان لاعب كرة قدم محترف برازيلي وكان يلعب في نادي شابيكوينسي ولقد توفي في يوم 28 نوفمبر 2016 عقب كارثة رحلة خطوط لاميا الجوية 2933 عن عمر يناهز 21 سنة.

## الحياة الشخصية
يعتبر ماتيوس الأخ الأصغر لغويلهيرم بيتكو.

## روابط خارجية
- ماتيوس بيتكو على موقع قاعدة بيانات كرة القدم.إي يو (الإنجليزية)
- ماتيوس بيتكو على موقع Soccerway.com (الإنجليزية)